# Eybir Bonaga
Eybir Olmedo Bonaga Cerrud (Provincia di Chiriquí, 19 maggio 1986) è un calciatore panamense, centrocampista del Santa Gema.

## Carriera

### Club
Ha giocato nel campionato panamense e colombiano.

### Nazionale
Ha esordito in Nazionale nel 2009, partecipando a due edizioni della Gold Cup.